# BMW F12
BMW F12 (eller BMW 6-serie) är en personbil, tillverkad av den tyska biltillverkaren BMW mellan 2011 och 2018.

## BMW F12/F13
Den senaste 6-serien tillverkas som cabriolet med internkoden F12 och som coupé med internkoden F13.

## BMW F06 Gran Coupé
2012 tillkom även en 4-dörrars coupé, avsedd att möta konkurrensen från bilar som Mercedes-Benz CLS-klass och Porsche Panamera.

## Motor
| Modell | Årsmodell | Motor                    | Cylindervolym | Effekt     | Bränslesystem            |
| ------ | --------- | ------------------------ | ------------- | ---------- | ------------------------ |
| 640d   | 2011-18   | N57: 6-cyl radmotor DOHC | 2993 cm³      | 313 hk     | Common rail turbodiesel  |
| 640i   | 2011-18   | N55: 6-cyl radmotor DOHC | 2979 cm³      | 320 hk     | Direktinsprutning, turbo |
| 650i   | 2011-18   | N63: 8-cyl V-motor DOHC  | 4395 cm³      | 408-450 hk | Direktinsprutning, turbo |
| M6     | 2012-18   | S63: 8-cyl V-motor DOHC  | 4395 cm³      | 560-600 hk | Direktinsprutning, turbo |

## Bilder

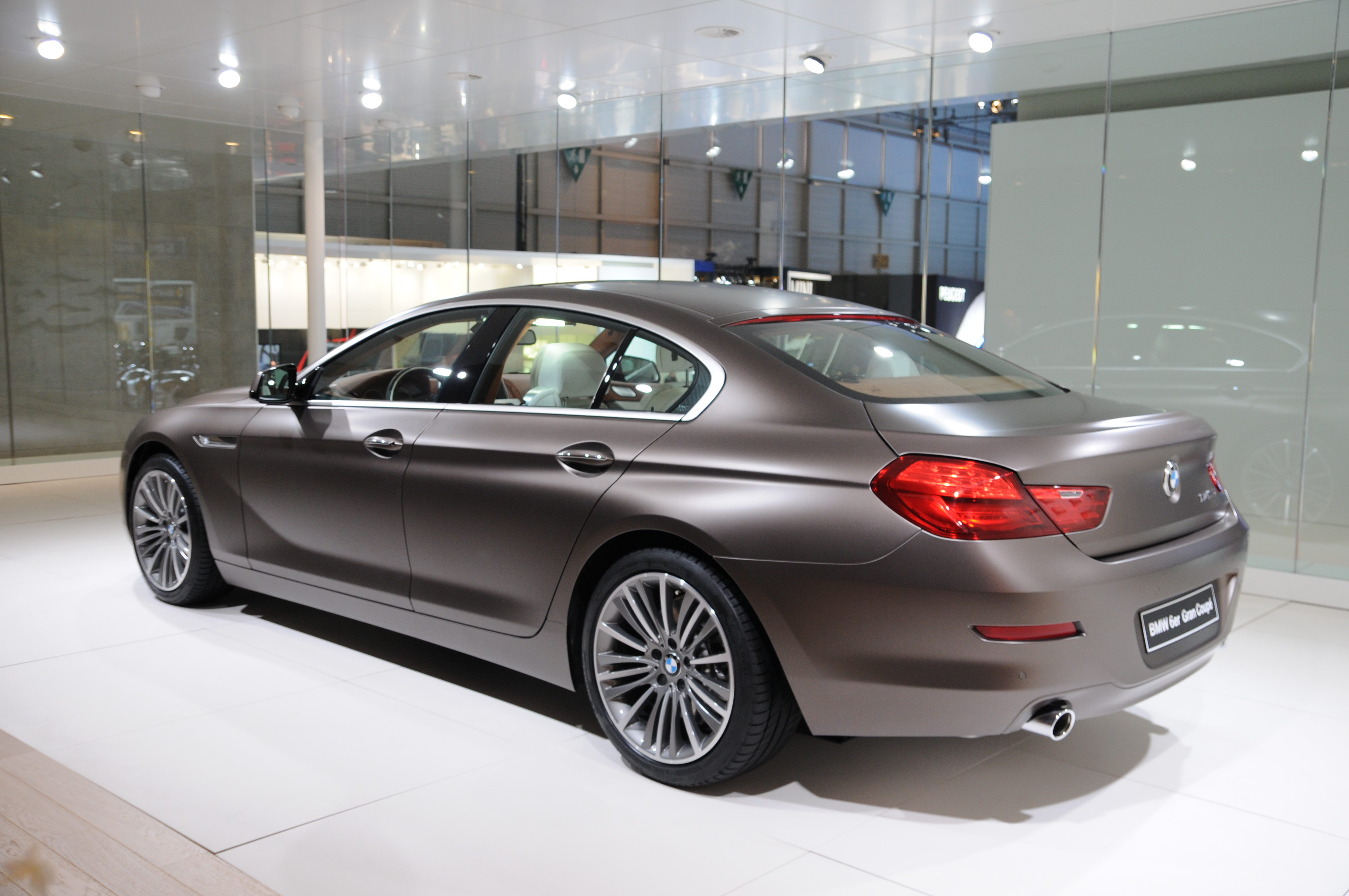
BMW F06 Gran Coupé.
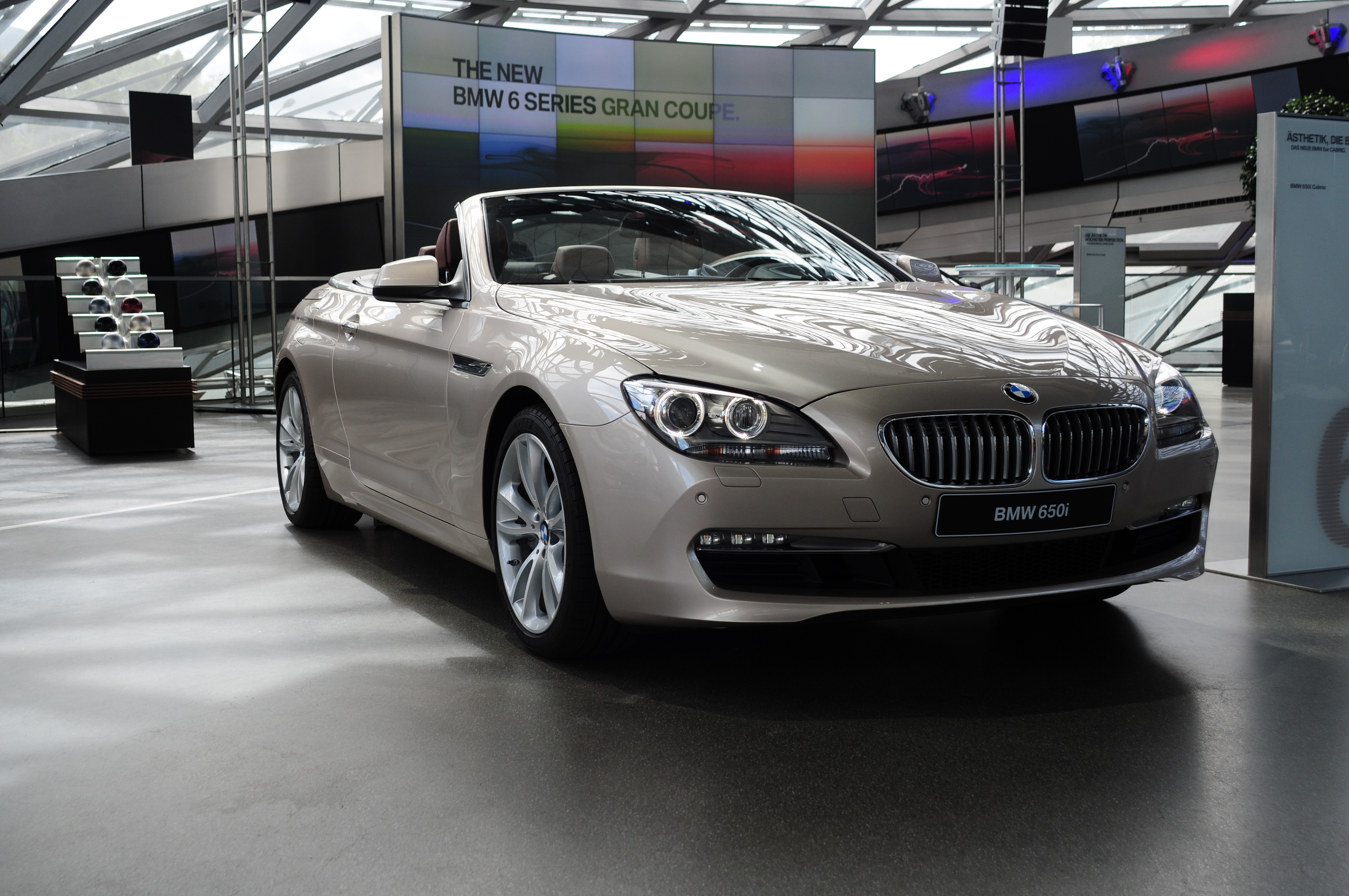
BMW F12 cabriolet
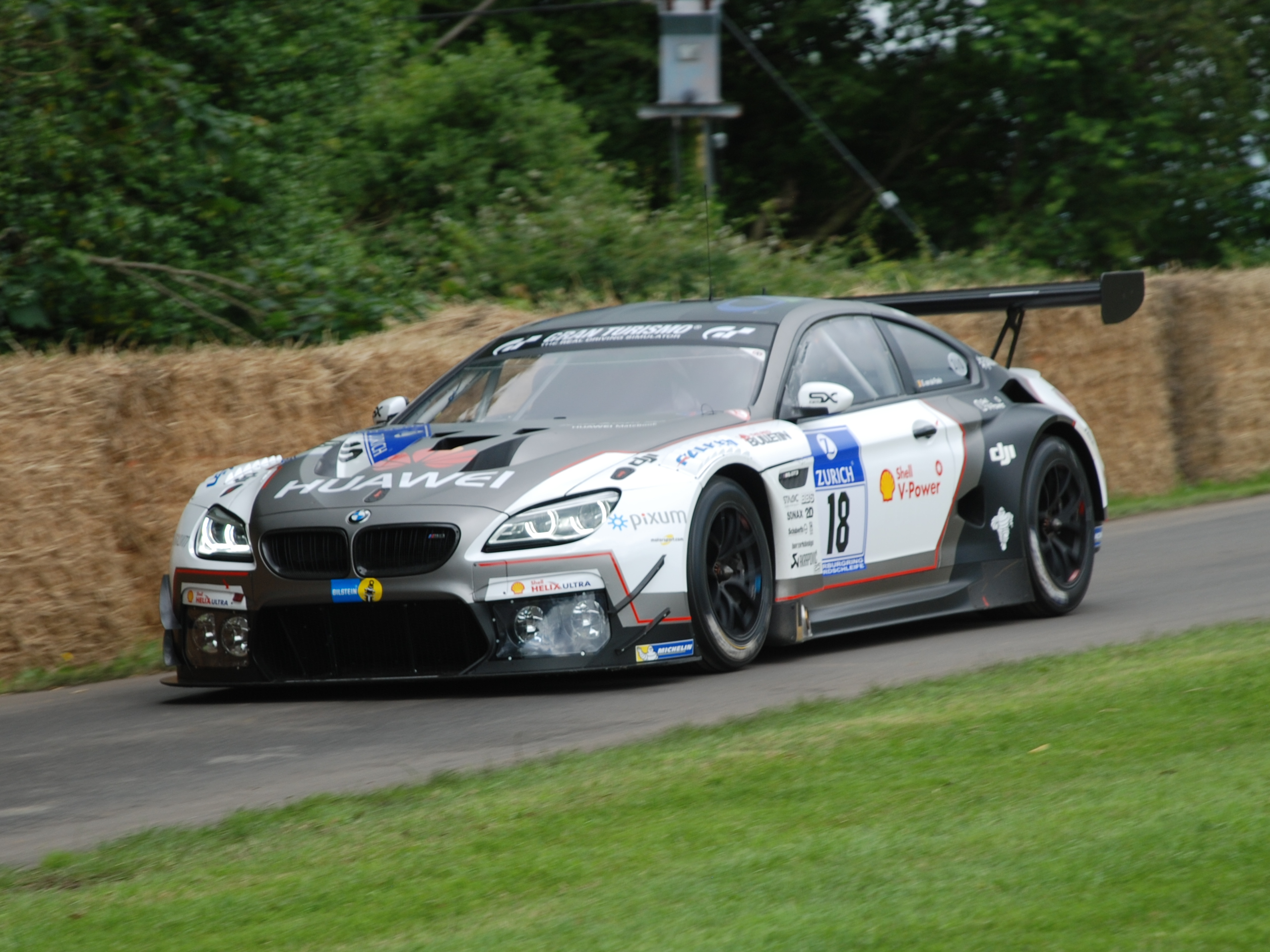
BMW M6 GT3